# Green Point (Afrique du Sud)
Pour les articles homonymes, voir Green Point.
Green Point (Groenpunt en afrikaans) est un quartier de la ville du Cap en Afrique du Sud, situé au nord-ouest du centre d'affaires. Green Point est un faubourg résidentiel, particulièrement apprécié de la population active jeune et de la communauté homosexuelle de la ville.
Somerset Road constitue l'axe principal du quartier. On y trouve de nombreux restaurants, cafés boutiques et boites de nuit.

## Démographie
Le quartier comprend 5 362 résidents, principalement issus de la communauté blanche (60,95%). Les noirs représentent 23,26 % des habitants tandis que les coloureds, population majoritaire au Cap, représentent 10,85% des résidents.
Les habitants sont à 67,57% de langue maternelle anglaise et à 15,23% de langue maternelle afrikaans .

## Historique

Carte du quartier

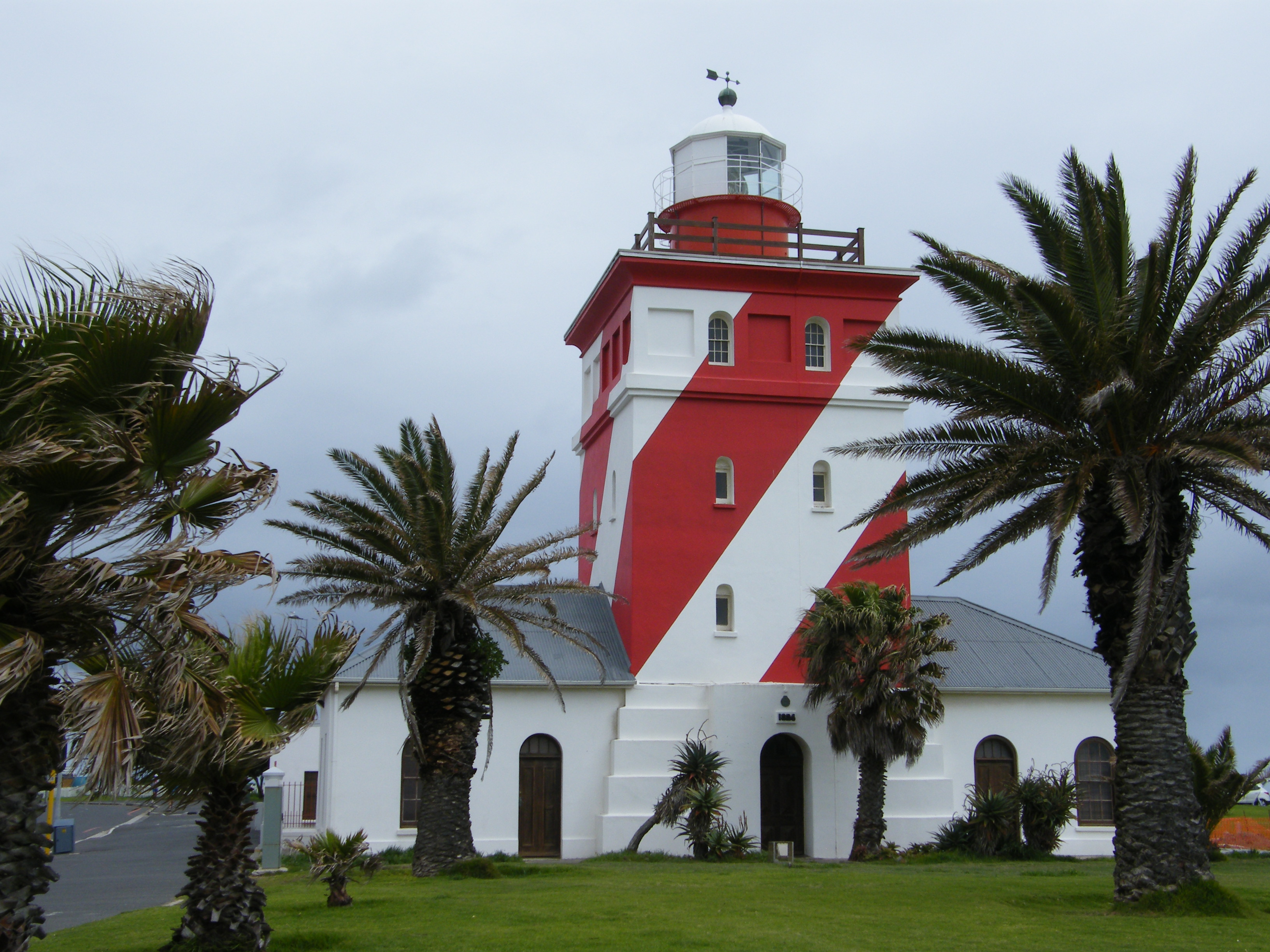
Le phare de Green Point situé aux abords du quartier dans le secteur de Mouille Point

À l'origine, Greenpoint est une lagune de sable parcourue par les lions du Cap. En 1657, Jan van Riebeeck décide d'allouer cette parcelle de terre à l'agriculture mais la terre se révèle impropre à cette exploitation.
Vers 1780, la plaine de Green Point est communément appelé "De Waterplaats" (Estran).
Vers 1820, la plaine de Green Point prend son nom actuel ("de vlakte genaamdt de Groene Punt")
En 1838, Green Point et Sea Point sont incorporées au sein d'une même municipalité.
En 1862, le premier match de rugby en terre sud-africaine a lieu à Green Point. Il oppose les "Officiers de l'armée" aux "Gentlemen de l'administration" et se termine par un score nul (0 à 0).
En 1863, un premier service de tramway à cheval est mise en service entre Le Cap et Green Point.
En 1865, la tour du phare de Green Point est érigée à une hauteur de 20 mètres. 
En 1879, le conseil municipal du Cap autorise la mise en place d'un second service de tramways reliant Green Point, Sea Point, et plus tard Gardens et la banlieue sud.
De 1899 à 1902, durant la seconde guerre des Boers, la plaine de Green Point Common est utilisée comme camp militaire.
En 1913, Le Cap, Sea Point, Green Point, Woodstock, Maitland, Mowbray, Rondebosch, Claremont et Kalk Bay sont amalgamées et incorporées dans la nouvelle municipalité du Cap (City of Greater Cape Town).
En 1923, le gouvernement de l'Union de l'Afrique du Sud autorise le conseil municipal à affecter Green Point Common aux activités de loisirs publics et de terrains de sport. Green Point Common devient avec les années un véritable complexe sportif (hockey sur gazon, football, rugby à XV, cricket, jeux de boules, courts de tennis ou de squash, golf et stade). C'est sur Green Point Common que fut construit le nouveau Cape Town Stadium pour la coupe du monde de football 2010.
Depuis 1973, le phare de Green Point, construit en 1824, est inscrit aux monuments nationaux. Il est toujours en activité.

## Politique
Le quartier est un bastion politique de l'Alliance démocratique (DA) situé dans le 16ème arrondissement municipal (subcouncil) du Cap et dans le ward 115. Le conseiller municipal du ward est, depuis 2016,  Dave Bryant (DA). Ce ward recouvre Three Anchor Bay (partiellement), Mouille Point, Green Point, Paarden Eiland (partiellement), Salt River (partiellement), Gardens (partiellement), Zonnebloem (partiellement), Foreshore, Cape Town City Centre et Woodstock (partiellement).

## Images

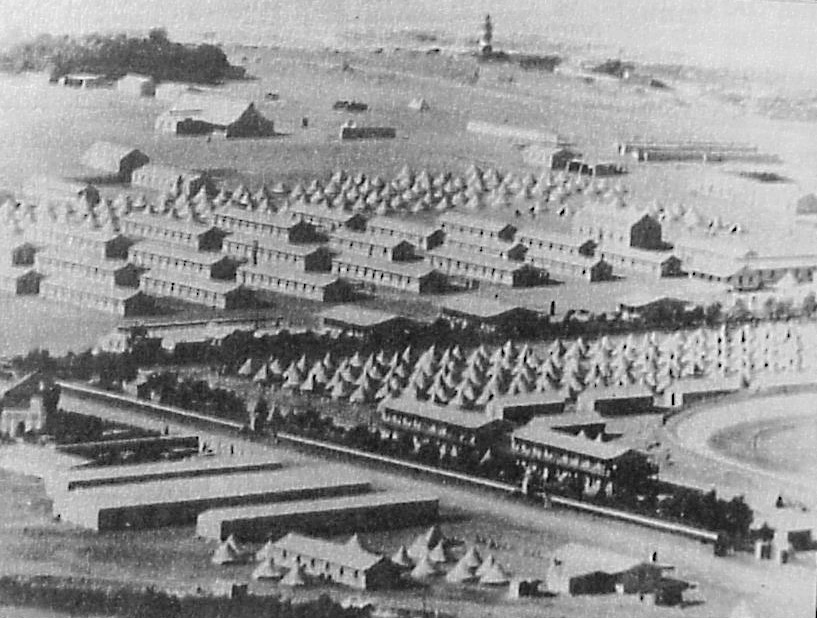
Prisonniers boers en camp de transit à Green Point durant la seconde guerre des Boers.
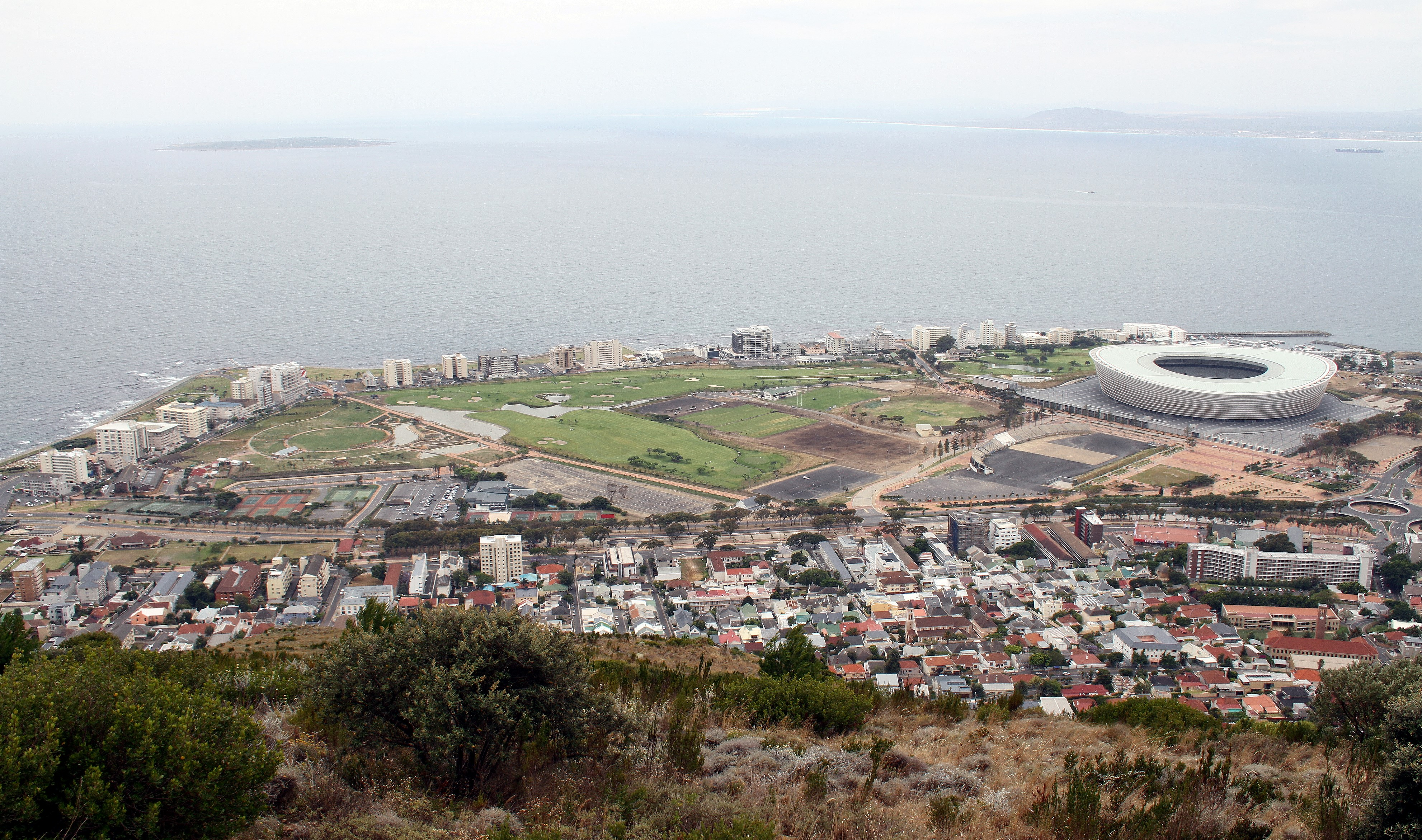
Green Point et Mouille Point, vue depuis Signal Hill
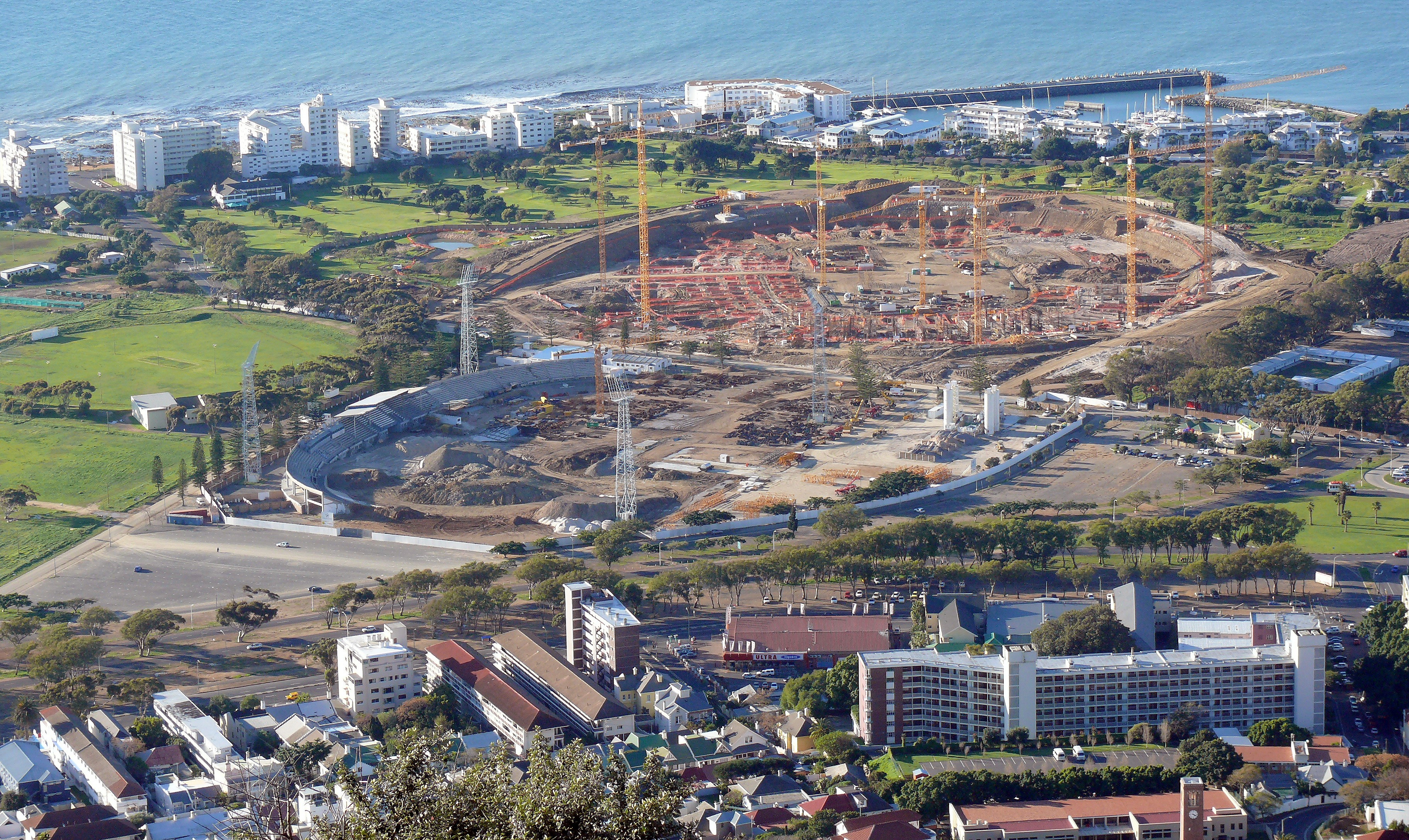
L'ancien Green Point Stadium a laissé la place à un nouveau stade pour la coupe du monde de football 2010.